# Bucranium taurifrons
Bucranium taurifrons är en spindelart som beskrevs av O. Pickard-Cambridge 1881. Bucranium taurifrons ingår i släktet Bucranium och familjen krabbspindlar. Inga underarter finns listade.